# ديف كارلتون
ديف كارلتون (بالإنجليزية: Dave Carlton)‏ (24 نوفمبر 1952 في المملكة المتحدة - ) هو لاعب كرة قدم بريطاني في مركز الوسط. لعب مع نادي برينتفورد ونادي فولهام ونادي نورثامبتون تاون ودالاس تورنايدو ونادي ويلدستون لكرة القدم.

## وصلات خارجية
- ديف كارلتون على موقع قاعدة بيانات كرة القدم.إي يو (الإنجليزية)